# Collado Villalba
Collado Villalba är en kommun i Spanien.   Den ligger i den autonoma regionen Madrid, i den centrala delen av landet, 30 km nordväst om huvudstaden Madrid. Antalet invånare är 66 698.

## Geografi
Collada Villalba ligger i en bred dal runt Guadarramafloden, och utom i söder omgiven av berg mellan 1000 och 2000 m över havet. Räknat från väster till öster är de Sierra de Malagón, Sierra de Guadarrama och Sierra de Hoyo de Manzanares. Klimatet är tempererat och fuktigt medelhavs-kontinentalt. 
De viktigaste bergstopparna kring Villalba-dalen är, från väster till öster: Abantos (1754 m), Cuelgamuros, Cabeza Líjar (1824 m), Puerto de Guadarrama] (1511 m), La Peñota (1944 m), Puerto de Fuenfría (1796 m), Siete Picos (2138 m), Puerto de Navacerrada (1860 m), La Maliciosa (2383 m), El Yelmo (1714 m) och El Estepar på Mira-kullen i Sierra de Hoyo de Manzanares (1402 m).
Den här artikeln är helt eller delvis baserad på material från spanskspråkiga Wikipedia, Collada Villalba, 15 april 2025.